# Кастелларі-1 тема
Тема Кастелларі-1 — тема в шаховій композиції. Суть теми — вступним ходом біла фігура (не король) розв'язує свою фігуру «А», яка створює загрозу мату, і при цьому зв'язується інша біла фігура «В». Чорні в одному і тому ж варіанті захисту прямо зв'язують фігуру «А», й одночасно прямо розв'язують фігуру «В», яка й оголошує мат.

## Історія
Цю ідею запропонував у першій половині XX століття італійський шаховий композитор Умберто Кастелларі (18.11.1912 — 02.11.1976).
В задачі в початковій позиції одна тематична фігура зв'язана, а другі дві стоять у пів-зв'язці. В рішенні вступним ходом біла фігура іде з пів-зв'язки, зв'язуючи одну свою фігуру, створюючи другу пів-зв'язку, розв'язує другу свою фігуру, при цьому виникає загроза мату від розв'язаної фігури. Чорні в захисті одночасно розв'язують, щойно зв'язану білу фігуру, і зв'язують білу фігуру, яка грозить оголошенням мату. Розв'язана чорними біла фігура — матує.
Оскільки є ще одна тема, яка носить ім'я У. Кастелларі, ця ідея дістала назву — тема Кастелларі-1. Тема Кастелларі-1 відрізняється від теми Кастелларі — Шора тим, що тут робить вступний хід не король, а інша біла фігура, ідучи з лінії пів-зв'язки.
|   | a | b | c | d | e | f | g | h |   |
| 8 | d8 білий слон · f8 чорний кінь · g8 чорний кінь · d7 чорний пішак · a6 чорна тура · c6 чорний король · g6 чорний слон · h6 біла тура · b5 біла тура · c5 білий пішак · c4 білий пішак · d4 чорний пішак · g4 чорна тура · a3 чорний слон · d3 білий кінь · h3 чорний пішак · c2 білий король · e2 білий кінь · f2 білий ферзь · g2 чорний ферзь · h1 білий слон | d8 білий слон · f8 чорний кінь · g8 чорний кінь · d7 чорний пішак · a6 чорна тура · c6 чорний король · g6 чорний слон · h6 біла тура · b5 біла тура · c5 білий пішак · c4 білий пішак · d4 чорний пішак · g4 чорна тура · a3 чорний слон · d3 білий кінь · h3 чорний пішак · c2 білий король · e2 білий кінь · f2 білий ферзь · g2 чорний ферзь · h1 білий слон | d8 білий слон · f8 чорний кінь · g8 чорний кінь · d7 чорний пішак · a6 чорна тура · c6 чорний король · g6 чорний слон · h6 біла тура · b5 біла тура · c5 білий пішак · c4 білий пішак · d4 чорний пішак · g4 чорна тура · a3 чорний слон · d3 білий кінь · h3 чорний пішак · c2 білий король · e2 білий кінь · f2 білий ферзь · g2 чорний ферзь · h1 білий слон | d8 білий слон · f8 чорний кінь · g8 чорний кінь · d7 чорний пішак · a6 чорна тура · c6 чорний король · g6 чорний слон · h6 біла тура · b5 біла тура · c5 білий пішак · c4 білий пішак · d4 чорний пішак · g4 чорна тура · a3 чорний слон · d3 білий кінь · h3 чорний пішак · c2 білий король · e2 білий кінь · f2 білий ферзь · g2 чорний ферзь · h1 білий слон | d8 білий слон · f8 чорний кінь · g8 чорний кінь · d7 чорний пішак · a6 чорна тура · c6 чорний король · g6 чорний слон · h6 біла тура · b5 біла тура · c5 білий пішак · c4 білий пішак · d4 чорний пішак · g4 чорна тура · a3 чорний слон · d3 білий кінь · h3 чорний пішак · c2 білий король · e2 білий кінь · f2 білий ферзь · g2 чорний ферзь · h1 білий слон | d8 білий слон · f8 чорний кінь · g8 чорний кінь · d7 чорний пішак · a6 чорна тура · c6 чорний король · g6 чорний слон · h6 біла тура · b5 біла тура · c5 білий пішак · c4 білий пішак · d4 чорний пішак · g4 чорна тура · a3 чорний слон · d3 білий кінь · h3 чорний пішак · c2 білий король · e2 білий кінь · f2 білий ферзь · g2 чорний ферзь · h1 білий слон | d8 білий слон · f8 чорний кінь · g8 чорний кінь · d7 чорний пішак · a6 чорна тура · c6 чорний король · g6 чорний слон · h6 біла тура · b5 біла тура · c5 білий пішак · c4 білий пішак · d4 чорний пішак · g4 чорна тура · a3 чорний слон · d3 білий кінь · h3 чорний пішак · c2 білий король · e2 білий кінь · f2 білий ферзь · g2 чорний ферзь · h1 білий слон | d8 білий слон · f8 чорний кінь · g8 чорний кінь · d7 чорний пішак · a6 чорна тура · c6 чорний король · g6 чорний слон · h6 біла тура · b5 біла тура · c5 білий пішак · c4 білий пішак · d4 чорний пішак · g4 чорна тура · a3 чорний слон · d3 білий кінь · h3 чорний пішак · c2 білий король · e2 білий кінь · f2 білий ферзь · g2 чорний ферзь · h1 білий слон | 8 |
| 7 | d8 білий слон · f8 чорний кінь · g8 чорний кінь · d7 чорний пішак · a6 чорна тура · c6 чорний король · g6 чорний слон · h6 біла тура · b5 біла тура · c5 білий пішак · c4 білий пішак · d4 чорний пішак · g4 чорна тура · a3 чорний слон · d3 білий кінь · h3 чорний пішак · c2 білий король · e2 білий кінь · f2 білий ферзь · g2 чорний ферзь · h1 білий слон | d8 білий слон · f8 чорний кінь · g8 чорний кінь · d7 чорний пішак · a6 чорна тура · c6 чорний король · g6 чорний слон · h6 біла тура · b5 біла тура · c5 білий пішак · c4 білий пішак · d4 чорний пішак · g4 чорна тура · a3 чорний слон · d3 білий кінь · h3 чорний пішак · c2 білий король · e2 білий кінь · f2 білий ферзь · g2 чорний ферзь · h1 білий слон | d8 білий слон · f8 чорний кінь · g8 чорний кінь · d7 чорний пішак · a6 чорна тура · c6 чорний король · g6 чорний слон · h6 біла тура · b5 біла тура · c5 білий пішак · c4 білий пішак · d4 чорний пішак · g4 чорна тура · a3 чорний слон · d3 білий кінь · h3 чорний пішак · c2 білий король · e2 білий кінь · f2 білий ферзь · g2 чорний ферзь · h1 білий слон | d8 білий слон · f8 чорний кінь · g8 чорний кінь · d7 чорний пішак · a6 чорна тура · c6 чорний король · g6 чорний слон · h6 біла тура · b5 біла тура · c5 білий пішак · c4 білий пішак · d4 чорний пішак · g4 чорна тура · a3 чорний слон · d3 білий кінь · h3 чорний пішак · c2 білий король · e2 білий кінь · f2 білий ферзь · g2 чорний ферзь · h1 білий слон | d8 білий слон · f8 чорний кінь · g8 чорний кінь · d7 чорний пішак · a6 чорна тура · c6 чорний король · g6 чорний слон · h6 біла тура · b5 біла тура · c5 білий пішак · c4 білий пішак · d4 чорний пішак · g4 чорна тура · a3 чорний слон · d3 білий кінь · h3 чорний пішак · c2 білий король · e2 білий кінь · f2 білий ферзь · g2 чорний ферзь · h1 білий слон | d8 білий слон · f8 чорний кінь · g8 чорний кінь · d7 чорний пішак · a6 чорна тура · c6 чорний король · g6 чорний слон · h6 біла тура · b5 біла тура · c5 білий пішак · c4 білий пішак · d4 чорний пішак · g4 чорна тура · a3 чорний слон · d3 білий кінь · h3 чорний пішак · c2 білий король · e2 білий кінь · f2 білий ферзь · g2 чорний ферзь · h1 білий слон | d8 білий слон · f8 чорний кінь · g8 чорний кінь · d7 чорний пішак · a6 чорна тура · c6 чорний король · g6 чорний слон · h6 біла тура · b5 біла тура · c5 білий пішак · c4 білий пішак · d4 чорний пішак · g4 чорна тура · a3 чорний слон · d3 білий кінь · h3 чорний пішак · c2 білий король · e2 білий кінь · f2 білий ферзь · g2 чорний ферзь · h1 білий слон | d8 білий слон · f8 чорний кінь · g8 чорний кінь · d7 чорний пішак · a6 чорна тура · c6 чорний король · g6 чорний слон · h6 біла тура · b5 біла тура · c5 білий пішак · c4 білий пішак · d4 чорний пішак · g4 чорна тура · a3 чорний слон · d3 білий кінь · h3 чорний пішак · c2 білий король · e2 білий кінь · f2 білий ферзь · g2 чорний ферзь · h1 білий слон | 7 |
| 6 | d8 білий слон · f8 чорний кінь · g8 чорний кінь · d7 чорний пішак · a6 чорна тура · c6 чорний король · g6 чорний слон · h6 біла тура · b5 біла тура · c5 білий пішак · c4 білий пішак · d4 чорний пішак · g4 чорна тура · a3 чорний слон · d3 білий кінь · h3 чорний пішак · c2 білий король · e2 білий кінь · f2 білий ферзь · g2 чорний ферзь · h1 білий слон | d8 білий слон · f8 чорний кінь · g8 чорний кінь · d7 чорний пішак · a6 чорна тура · c6 чорний король · g6 чорний слон · h6 біла тура · b5 біла тура · c5 білий пішак · c4 білий пішак · d4 чорний пішак · g4 чорна тура · a3 чорний слон · d3 білий кінь · h3 чорний пішак · c2 білий король · e2 білий кінь · f2 білий ферзь · g2 чорний ферзь · h1 білий слон | d8 білий слон · f8 чорний кінь · g8 чорний кінь · d7 чорний пішак · a6 чорна тура · c6 чорний король · g6 чорний слон · h6 біла тура · b5 біла тура · c5 білий пішак · c4 білий пішак · d4 чорний пішак · g4 чорна тура · a3 чорний слон · d3 білий кінь · h3 чорний пішак · c2 білий король · e2 білий кінь · f2 білий ферзь · g2 чорний ферзь · h1 білий слон | d8 білий слон · f8 чорний кінь · g8 чорний кінь · d7 чорний пішак · a6 чорна тура · c6 чорний король · g6 чорний слон · h6 біла тура · b5 біла тура · c5 білий пішак · c4 білий пішак · d4 чорний пішак · g4 чорна тура · a3 чорний слон · d3 білий кінь · h3 чорний пішак · c2 білий король · e2 білий кінь · f2 білий ферзь · g2 чорний ферзь · h1 білий слон | d8 білий слон · f8 чорний кінь · g8 чорний кінь · d7 чорний пішак · a6 чорна тура · c6 чорний король · g6 чорний слон · h6 біла тура · b5 біла тура · c5 білий пішак · c4 білий пішак · d4 чорний пішак · g4 чорна тура · a3 чорний слон · d3 білий кінь · h3 чорний пішак · c2 білий король · e2 білий кінь · f2 білий ферзь · g2 чорний ферзь · h1 білий слон | d8 білий слон · f8 чорний кінь · g8 чорний кінь · d7 чорний пішак · a6 чорна тура · c6 чорний король · g6 чорний слон · h6 біла тура · b5 біла тура · c5 білий пішак · c4 білий пішак · d4 чорний пішак · g4 чорна тура · a3 чорний слон · d3 білий кінь · h3 чорний пішак · c2 білий король · e2 білий кінь · f2 білий ферзь · g2 чорний ферзь · h1 білий слон | d8 білий слон · f8 чорний кінь · g8 чорний кінь · d7 чорний пішак · a6 чорна тура · c6 чорний король · g6 чорний слон · h6 біла тура · b5 біла тура · c5 білий пішак · c4 білий пішак · d4 чорний пішак · g4 чорна тура · a3 чорний слон · d3 білий кінь · h3 чорний пішак · c2 білий король · e2 білий кінь · f2 білий ферзь · g2 чорний ферзь · h1 білий слон | d8 білий слон · f8 чорний кінь · g8 чорний кінь · d7 чорний пішак · a6 чорна тура · c6 чорний король · g6 чорний слон · h6 біла тура · b5 біла тура · c5 білий пішак · c4 білий пішак · d4 чорний пішак · g4 чорна тура · a3 чорний слон · d3 білий кінь · h3 чорний пішак · c2 білий король · e2 білий кінь · f2 білий ферзь · g2 чорний ферзь · h1 білий слон | 6 |
| 5 | d8 білий слон · f8 чорний кінь · g8 чорний кінь · d7 чорний пішак · a6 чорна тура · c6 чорний король · g6 чорний слон · h6 біла тура · b5 біла тура · c5 білий пішак · c4 білий пішак · d4 чорний пішак · g4 чорна тура · a3 чорний слон · d3 білий кінь · h3 чорний пішак · c2 білий король · e2 білий кінь · f2 білий ферзь · g2 чорний ферзь · h1 білий слон | d8 білий слон · f8 чорний кінь · g8 чорний кінь · d7 чорний пішак · a6 чорна тура · c6 чорний король · g6 чорний слон · h6 біла тура · b5 біла тура · c5 білий пішак · c4 білий пішак · d4 чорний пішак · g4 чорна тура · a3 чорний слон · d3 білий кінь · h3 чорний пішак · c2 білий король · e2 білий кінь · f2 білий ферзь · g2 чорний ферзь · h1 білий слон | d8 білий слон · f8 чорний кінь · g8 чорний кінь · d7 чорний пішак · a6 чорна тура · c6 чорний король · g6 чорний слон · h6 біла тура · b5 біла тура · c5 білий пішак · c4 білий пішак · d4 чорний пішак · g4 чорна тура · a3 чорний слон · d3 білий кінь · h3 чорний пішак · c2 білий король · e2 білий кінь · f2 білий ферзь · g2 чорний ферзь · h1 білий слон | d8 білий слон · f8 чорний кінь · g8 чорний кінь · d7 чорний пішак · a6 чорна тура · c6 чорний король · g6 чорний слон · h6 біла тура · b5 біла тура · c5 білий пішак · c4 білий пішак · d4 чорний пішак · g4 чорна тура · a3 чорний слон · d3 білий кінь · h3 чорний пішак · c2 білий король · e2 білий кінь · f2 білий ферзь · g2 чорний ферзь · h1 білий слон | d8 білий слон · f8 чорний кінь · g8 чорний кінь · d7 чорний пішак · a6 чорна тура · c6 чорний король · g6 чорний слон · h6 біла тура · b5 біла тура · c5 білий пішак · c4 білий пішак · d4 чорний пішак · g4 чорна тура · a3 чорний слон · d3 білий кінь · h3 чорний пішак · c2 білий король · e2 білий кінь · f2 білий ферзь · g2 чорний ферзь · h1 білий слон | d8 білий слон · f8 чорний кінь · g8 чорний кінь · d7 чорний пішак · a6 чорна тура · c6 чорний король · g6 чорний слон · h6 біла тура · b5 біла тура · c5 білий пішак · c4 білий пішак · d4 чорний пішак · g4 чорна тура · a3 чорний слон · d3 білий кінь · h3 чорний пішак · c2 білий король · e2 білий кінь · f2 білий ферзь · g2 чорний ферзь · h1 білий слон | d8 білий слон · f8 чорний кінь · g8 чорний кінь · d7 чорний пішак · a6 чорна тура · c6 чорний король · g6 чорний слон · h6 біла тура · b5 біла тура · c5 білий пішак · c4 білий пішак · d4 чорний пішак · g4 чорна тура · a3 чорний слон · d3 білий кінь · h3 чорний пішак · c2 білий король · e2 білий кінь · f2 білий ферзь · g2 чорний ферзь · h1 білий слон | d8 білий слон · f8 чорний кінь · g8 чорний кінь · d7 чорний пішак · a6 чорна тура · c6 чорний король · g6 чорний слон · h6 біла тура · b5 біла тура · c5 білий пішак · c4 білий пішак · d4 чорний пішак · g4 чорна тура · a3 чорний слон · d3 білий кінь · h3 чорний пішак · c2 білий король · e2 білий кінь · f2 білий ферзь · g2 чорний ферзь · h1 білий слон | 5 |
| 4 | d8 білий слон · f8 чорний кінь · g8 чорний кінь · d7 чорний пішак · a6 чорна тура · c6 чорний король · g6 чорний слон · h6 біла тура · b5 біла тура · c5 білий пішак · c4 білий пішак · d4 чорний пішак · g4 чорна тура · a3 чорний слон · d3 білий кінь · h3 чорний пішак · c2 білий король · e2 білий кінь · f2 білий ферзь · g2 чорний ферзь · h1 білий слон | d8 білий слон · f8 чорний кінь · g8 чорний кінь · d7 чорний пішак · a6 чорна тура · c6 чорний король · g6 чорний слон · h6 біла тура · b5 біла тура · c5 білий пішак · c4 білий пішак · d4 чорний пішак · g4 чорна тура · a3 чорний слон · d3 білий кінь · h3 чорний пішак · c2 білий король · e2 білий кінь · f2 білий ферзь · g2 чорний ферзь · h1 білий слон | d8 білий слон · f8 чорний кінь · g8 чорний кінь · d7 чорний пішак · a6 чорна тура · c6 чорний король · g6 чорний слон · h6 біла тура · b5 біла тура · c5 білий пішак · c4 білий пішак · d4 чорний пішак · g4 чорна тура · a3 чорний слон · d3 білий кінь · h3 чорний пішак · c2 білий король · e2 білий кінь · f2 білий ферзь · g2 чорний ферзь · h1 білий слон | d8 білий слон · f8 чорний кінь · g8 чорний кінь · d7 чорний пішак · a6 чорна тура · c6 чорний король · g6 чорний слон · h6 біла тура · b5 біла тура · c5 білий пішак · c4 білий пішак · d4 чорний пішак · g4 чорна тура · a3 чорний слон · d3 білий кінь · h3 чорний пішак · c2 білий король · e2 білий кінь · f2 білий ферзь · g2 чорний ферзь · h1 білий слон | d8 білий слон · f8 чорний кінь · g8 чорний кінь · d7 чорний пішак · a6 чорна тура · c6 чорний король · g6 чорний слон · h6 біла тура · b5 біла тура · c5 білий пішак · c4 білий пішак · d4 чорний пішак · g4 чорна тура · a3 чорний слон · d3 білий кінь · h3 чорний пішак · c2 білий король · e2 білий кінь · f2 білий ферзь · g2 чорний ферзь · h1 білий слон | d8 білий слон · f8 чорний кінь · g8 чорний кінь · d7 чорний пішак · a6 чорна тура · c6 чорний король · g6 чорний слон · h6 біла тура · b5 біла тура · c5 білий пішак · c4 білий пішак · d4 чорний пішак · g4 чорна тура · a3 чорний слон · d3 білий кінь · h3 чорний пішак · c2 білий король · e2 білий кінь · f2 білий ферзь · g2 чорний ферзь · h1 білий слон | d8 білий слон · f8 чорний кінь · g8 чорний кінь · d7 чорний пішак · a6 чорна тура · c6 чорний король · g6 чорний слон · h6 біла тура · b5 біла тура · c5 білий пішак · c4 білий пішак · d4 чорний пішак · g4 чорна тура · a3 чорний слон · d3 білий кінь · h3 чорний пішак · c2 білий король · e2 білий кінь · f2 білий ферзь · g2 чорний ферзь · h1 білий слон | d8 білий слон · f8 чорний кінь · g8 чорний кінь · d7 чорний пішак · a6 чорна тура · c6 чорний король · g6 чорний слон · h6 біла тура · b5 біла тура · c5 білий пішак · c4 білий пішак · d4 чорний пішак · g4 чорна тура · a3 чорний слон · d3 білий кінь · h3 чорний пішак · c2 білий король · e2 білий кінь · f2 білий ферзь · g2 чорний ферзь · h1 білий слон | 4 |
| 3 | d8 білий слон · f8 чорний кінь · g8 чорний кінь · d7 чорний пішак · a6 чорна тура · c6 чорний король · g6 чорний слон · h6 біла тура · b5 біла тура · c5 білий пішак · c4 білий пішак · d4 чорний пішак · g4 чорна тура · a3 чорний слон · d3 білий кінь · h3 чорний пішак · c2 білий король · e2 білий кінь · f2 білий ферзь · g2 чорний ферзь · h1 білий слон | d8 білий слон · f8 чорний кінь · g8 чорний кінь · d7 чорний пішак · a6 чорна тура · c6 чорний король · g6 чорний слон · h6 біла тура · b5 біла тура · c5 білий пішак · c4 білий пішак · d4 чорний пішак · g4 чорна тура · a3 чорний слон · d3 білий кінь · h3 чорний пішак · c2 білий король · e2 білий кінь · f2 білий ферзь · g2 чорний ферзь · h1 білий слон | d8 білий слон · f8 чорний кінь · g8 чорний кінь · d7 чорний пішак · a6 чорна тура · c6 чорний король · g6 чорний слон · h6 біла тура · b5 біла тура · c5 білий пішак · c4 білий пішак · d4 чорний пішак · g4 чорна тура · a3 чорний слон · d3 білий кінь · h3 чорний пішак · c2 білий король · e2 білий кінь · f2 білий ферзь · g2 чорний ферзь · h1 білий слон | d8 білий слон · f8 чорний кінь · g8 чорний кінь · d7 чорний пішак · a6 чорна тура · c6 чорний король · g6 чорний слон · h6 біла тура · b5 біла тура · c5 білий пішак · c4 білий пішак · d4 чорний пішак · g4 чорна тура · a3 чорний слон · d3 білий кінь · h3 чорний пішак · c2 білий король · e2 білий кінь · f2 білий ферзь · g2 чорний ферзь · h1 білий слон | d8 білий слон · f8 чорний кінь · g8 чорний кінь · d7 чорний пішак · a6 чорна тура · c6 чорний король · g6 чорний слон · h6 біла тура · b5 біла тура · c5 білий пішак · c4 білий пішак · d4 чорний пішак · g4 чорна тура · a3 чорний слон · d3 білий кінь · h3 чорний пішак · c2 білий король · e2 білий кінь · f2 білий ферзь · g2 чорний ферзь · h1 білий слон | d8 білий слон · f8 чорний кінь · g8 чорний кінь · d7 чорний пішак · a6 чорна тура · c6 чорний король · g6 чорний слон · h6 біла тура · b5 біла тура · c5 білий пішак · c4 білий пішак · d4 чорний пішак · g4 чорна тура · a3 чорний слон · d3 білий кінь · h3 чорний пішак · c2 білий король · e2 білий кінь · f2 білий ферзь · g2 чорний ферзь · h1 білий слон | d8 білий слон · f8 чорний кінь · g8 чорний кінь · d7 чорний пішак · a6 чорна тура · c6 чорний король · g6 чорний слон · h6 біла тура · b5 біла тура · c5 білий пішак · c4 білий пішак · d4 чорний пішак · g4 чорна тура · a3 чорний слон · d3 білий кінь · h3 чорний пішак · c2 білий король · e2 білий кінь · f2 білий ферзь · g2 чорний ферзь · h1 білий слон | d8 білий слон · f8 чорний кінь · g8 чорний кінь · d7 чорний пішак · a6 чорна тура · c6 чорний король · g6 чорний слон · h6 біла тура · b5 біла тура · c5 білий пішак · c4 білий пішак · d4 чорний пішак · g4 чорна тура · a3 чорний слон · d3 білий кінь · h3 чорний пішак · c2 білий король · e2 білий кінь · f2 білий ферзь · g2 чорний ферзь · h1 білий слон | 3 |
| 2 | d8 білий слон · f8 чорний кінь · g8 чорний кінь · d7 чорний пішак · a6 чорна тура · c6 чорний король · g6 чорний слон · h6 біла тура · b5 біла тура · c5 білий пішак · c4 білий пішак · d4 чорний пішак · g4 чорна тура · a3 чорний слон · d3 білий кінь · h3 чорний пішак · c2 білий король · e2 білий кінь · f2 білий ферзь · g2 чорний ферзь · h1 білий слон | d8 білий слон · f8 чорний кінь · g8 чорний кінь · d7 чорний пішак · a6 чорна тура · c6 чорний король · g6 чорний слон · h6 біла тура · b5 біла тура · c5 білий пішак · c4 білий пішак · d4 чорний пішак · g4 чорна тура · a3 чорний слон · d3 білий кінь · h3 чорний пішак · c2 білий король · e2 білий кінь · f2 білий ферзь · g2 чорний ферзь · h1 білий слон | d8 білий слон · f8 чорний кінь · g8 чорний кінь · d7 чорний пішак · a6 чорна тура · c6 чорний король · g6 чорний слон · h6 біла тура · b5 біла тура · c5 білий пішак · c4 білий пішак · d4 чорний пішак · g4 чорна тура · a3 чорний слон · d3 білий кінь · h3 чорний пішак · c2 білий король · e2 білий кінь · f2 білий ферзь · g2 чорний ферзь · h1 білий слон | d8 білий слон · f8 чорний кінь · g8 чорний кінь · d7 чорний пішак · a6 чорна тура · c6 чорний король · g6 чорний слон · h6 біла тура · b5 біла тура · c5 білий пішак · c4 білий пішак · d4 чорний пішак · g4 чорна тура · a3 чорний слон · d3 білий кінь · h3 чорний пішак · c2 білий король · e2 білий кінь · f2 білий ферзь · g2 чорний ферзь · h1 білий слон | d8 білий слон · f8 чорний кінь · g8 чорний кінь · d7 чорний пішак · a6 чорна тура · c6 чорний король · g6 чорний слон · h6 біла тура · b5 біла тура · c5 білий пішак · c4 білий пішак · d4 чорний пішак · g4 чорна тура · a3 чорний слон · d3 білий кінь · h3 чорний пішак · c2 білий король · e2 білий кінь · f2 білий ферзь · g2 чорний ферзь · h1 білий слон | d8 білий слон · f8 чорний кінь · g8 чорний кінь · d7 чорний пішак · a6 чорна тура · c6 чорний король · g6 чорний слон · h6 біла тура · b5 біла тура · c5 білий пішак · c4 білий пішак · d4 чорний пішак · g4 чорна тура · a3 чорний слон · d3 білий кінь · h3 чорний пішак · c2 білий король · e2 білий кінь · f2 білий ферзь · g2 чорний ферзь · h1 білий слон | d8 білий слон · f8 чорний кінь · g8 чорний кінь · d7 чорний пішак · a6 чорна тура · c6 чорний король · g6 чорний слон · h6 біла тура · b5 біла тура · c5 білий пішак · c4 білий пішак · d4 чорний пішак · g4 чорна тура · a3 чорний слон · d3 білий кінь · h3 чорний пішак · c2 білий король · e2 білий кінь · f2 білий ферзь · g2 чорний ферзь · h1 білий слон | d8 білий слон · f8 чорний кінь · g8 чорний кінь · d7 чорний пішак · a6 чорна тура · c6 чорний король · g6 чорний слон · h6 біла тура · b5 біла тура · c5 білий пішак · c4 білий пішак · d4 чорний пішак · g4 чорна тура · a3 чорний слон · d3 білий кінь · h3 чорний пішак · c2 білий король · e2 білий кінь · f2 білий ферзь · g2 чорний ферзь · h1 білий слон | 2 |
| 1 | d8 білий слон · f8 чорний кінь · g8 чорний кінь · d7 чорний пішак · a6 чорна тура · c6 чорний король · g6 чорний слон · h6 біла тура · b5 біла тура · c5 білий пішак · c4 білий пішак · d4 чорний пішак · g4 чорна тура · a3 чорний слон · d3 білий кінь · h3 чорний пішак · c2 білий король · e2 білий кінь · f2 білий ферзь · g2 чорний ферзь · h1 білий слон | d8 білий слон · f8 чорний кінь · g8 чорний кінь · d7 чорний пішак · a6 чорна тура · c6 чорний король · g6 чорний слон · h6 біла тура · b5 біла тура · c5 білий пішак · c4 білий пішак · d4 чорний пішак · g4 чорна тура · a3 чорний слон · d3 білий кінь · h3 чорний пішак · c2 білий король · e2 білий кінь · f2 білий ферзь · g2 чорний ферзь · h1 білий слон | d8 білий слон · f8 чорний кінь · g8 чорний кінь · d7 чорний пішак · a6 чорна тура · c6 чорний король · g6 чорний слон · h6 біла тура · b5 біла тура · c5 білий пішак · c4 білий пішак · d4 чорний пішак · g4 чорна тура · a3 чорний слон · d3 білий кінь · h3 чорний пішак · c2 білий король · e2 білий кінь · f2 білий ферзь · g2 чорний ферзь · h1 білий слон | d8 білий слон · f8 чорний кінь · g8 чорний кінь · d7 чорний пішак · a6 чорна тура · c6 чорний король · g6 чорний слон · h6 біла тура · b5 біла тура · c5 білий пішак · c4 білий пішак · d4 чорний пішак · g4 чорна тура · a3 чорний слон · d3 білий кінь · h3 чорний пішак · c2 білий король · e2 білий кінь · f2 білий ферзь · g2 чорний ферзь · h1 білий слон | d8 білий слон · f8 чорний кінь · g8 чорний кінь · d7 чорний пішак · a6 чорна тура · c6 чорний король · g6 чорний слон · h6 біла тура · b5 біла тура · c5 білий пішак · c4 білий пішак · d4 чорний пішак · g4 чорна тура · a3 чорний слон · d3 білий кінь · h3 чорний пішак · c2 білий король · e2 білий кінь · f2 білий ферзь · g2 чорний ферзь · h1 білий слон | d8 білий слон · f8 чорний кінь · g8 чорний кінь · d7 чорний пішак · a6 чорна тура · c6 чорний король · g6 чорний слон · h6 біла тура · b5 біла тура · c5 білий пішак · c4 білий пішак · d4 чорний пішак · g4 чорна тура · a3 чорний слон · d3 білий кінь · h3 чорний пішак · c2 білий король · e2 білий кінь · f2 білий ферзь · g2 чорний ферзь · h1 білий слон | d8 білий слон · f8 чорний кінь · g8 чорний кінь · d7 чорний пішак · a6 чорна тура · c6 чорний король · g6 чорний слон · h6 біла тура · b5 біла тура · c5 білий пішак · c4 білий пішак · d4 чорний пішак · g4 чорна тура · a3 чорний слон · d3 білий кінь · h3 чорний пішак · c2 білий король · e2 білий кінь · f2 білий ферзь · g2 чорний ферзь · h1 білий слон | d8 білий слон · f8 чорний кінь · g8 чорний кінь · d7 чорний пішак · a6 чорна тура · c6 чорний король · g6 чорний слон · h6 біла тура · b5 біла тура · c5 білий пішак · c4 білий пішак · d4 чорний пішак · g4 чорна тура · a3 чорний слон · d3 білий кінь · h3 чорний пішак · c2 білий король · e2 білий кінь · f2 білий ферзь · g2 чорний ферзь · h1 білий слон | 1 |
|   | a | b | c | d | e | f | g | h |   |

FEN: 3B1nn1/3p4/r1k3bR/1RP5/2Pp2r1/b2N3p/2K1NQq1/7B
1. Qf5! ~ 2. Se5#
1. ... Qe4 2. Sxd4#
- — - — - — -
1. ... Re4 2. Qd5#